# Бром, Густав
Густав Бром (чеш.  Gustav Brom, настоящее имя чеш. Gustav Frkal) (22 мая 1921 года, Вельке Леваре, Чехословакия (ныне Словакия) — 25 сентября 1995 года, Брно) — чехословацкий (чешский) джазовый и эстрадный композитор, дирижёр, саксофонист, поэт-песенник и певец.

## Жизнь и творчество
Псевдоним «Бром» музыкант выбрал в 1945 г, случайным образом, просматривая страницу энциклопедии. Поскольку, как он сам вспоминал, фамилия Фркал для саксофониста как-то не подходяще звучала. Псевдонимом мог возможно стать и «Йод», но в этот момент карандаш случайно уткнулся на слово «Бром».
Густав Бром был выдающийся музыкант, успешный менеджер, искатель молодых дарований (например, именно он нашёл певицу Гану Загорову), остроумный организатор собственных концертов и помимо этого — поэт-песенник и певец.
Спустя всего несколько часов после полёта первого космонавта в 1961 он спел песню Pozdrav astronautovi (Посвящения астронавтам, другое имя Добрый день, майор Гагарин), написанную в честь полёта Юрия Гагарина, которую быстро сложили Яромир Гниличка и Павел Пацл. Песня буквально тут же стала шлягером.

## Оркестр Густава Брома
В его большом джазовом, изначально танцевальном биг-бенде
играл легендарный саксофонист Карел Краутгартнер
а также многие другие такие выдающиеся музыканты, как например трубач
Вацлав Голуб, который пошёл по стопам
своего бывшего руководителя и в настоящее время руководит популярным
брненским Биг-бендом.
Оркестр Густава Брома считался в своё
время одним из лучших музыкальных коллективов, которые могли играть не только
свинг и джаз, но также и немало песен самых разнообразных
жанров. Помимо этого, в середине 1960-х оркестр организовал конкурс
'Hledáme mladé talenty' («Ищем молодые таланты»).
Создание оркестра датируется июнем 1940 года, когда оркестр под
названием R-boys (Reálka boys) впервые публично выступил в отеле Радгост
(чеш. Radhošť) в Рожнове под Радгостем.
С этого времени Густав Бром был руководителем оркестра вплоть до своей
смерти в 1995.
После войны оркестр некоторое время играл в пражской кофейне «Влтава» (
чеш. Vltava), недолго вШвейцарии и в 1948 году
— на студии братиславского радио.
В 1955 году Бром с оркестром триумфально выступил на Лейпцигской
ярмарке, выиграв приз за лучшую аранжировку и свинг.
В 1963 году оркестр победил на фестивале
биг-бендов в Манчестере. В течение 1960-х оркестр входил в топ 10
биг-бендов мира. В концертах в разных странах мира с оркестром выступали также
Мейнард Фергюссон, Диззи Гиллеспи,
Дайана Росс и The Supremes, Рэй Коннифф и
другие выдающиеся исполнители.
В настоящее время оркестром руководит Владимир Валович, словацкий трубач и дирижёр.

## Известные исполнители
- Людек Гулан
- Яромир Гниличка

### Певицы
- Гелена Блегарова
- Ярмила Весела

### Записывались и также выступали
- Карел Готт
- Гелена Вондрачкова
- Джерри Скотт

## Дискография
- 1961: Jazz in der Tschechoslovakei (Supraphon SUC 15388)
- 1962: Jazz Souvenirs (Supraphon, SUK 35545) Single B-side only, A-side

consists of music by János Kőrössy & Studio 5
- 1966: Ceskoslovensky Jazz 1965 (Supraphon DV 1023) Various Artists

(including Jan Hammer, Karel Velebný and others)
- 1967: Jazzovy Concert (Supraphon 150478)
- 1967: Swinging The Jazz (MPS Records)
- 1969: Missa Jazz (MPS Records)
- 1969: Maynard + Gustav (Supraphon, 1 15 0716, Los Grandes del JAZZ Sarpe

85), Maynard Ferguson and Gustav Brom Orchestra
- 1976: Polymelomodus (Supraphon)
- 1976: Mini Jazz Klub vol.3 in memoriam Josef Blaha (Panton, 330388)
- 1976: Plays for you pop, jazz and swing (Opus 91150447)

## Планета Густавбром
26. июля 2007 в честь Густава Брома названа малая планета
Gustavbrom.

### Внешние ссылки
- Gustav Brom Bigband
- Биография на сайте г. Брно
- Gustav Brom Bigband, (tschechisch, jedoch mit Hörbeispielen)
- Каталог оркестра Густава Брома на сайте Национальной Библиотеки Чехии
- Gustav Brom, swingová kometa a král jazzu